# Christopher Marlowe
Pour les articles homonymes, voir Marlowe.
Christopher Marlowe (baptisé le 26 février 1564 à Canterbury – mort le 30 mai 1593 à Deptford) est un dramaturge, poète et traducteur anglais de l'ère élisabéthaine.
Tragédien élisabéthain contemporain de Shakespeare (qui est né en avril de la même année), il est connu pour sa maîtrise du pentamètre iambique, pour ses protagonistes emblématiques, ainsi que pour sa mort violente, prématurée et entourée de mystère. Il passe pour l'un des précurseurs de la tragédie moderne, pour le créateur du vers blanc, et pour le père fondateur du drame élisabéthain.

## Biographie

### Jeunesse
Exact contemporain de William Shakespeare, Christopher Marlowe est le fils de John Marlowe, un cordonnier franc-bourgeois de Canterbury, et de sa femme Catherine Arthur. Cet artisan n'est pas riche ; son métier lui procure suffisamment de ressources pour élever correctement sa famille, qui est nombreuse. À sa mort, il  lègue à sa femme, entre autres, quelques bagues en or, des couverts en argent et une centaine de shillings, et chacune des trois filles reçoit un trousseau. Peu de temps avant son quinzième anniversaire, date limite d'admission, Christopher entre comme boursier à la King's School, école secondaire où on apprend à parler et écrire le latin. Nul ne sait pourquoi il y entre si tard, puisque l'admission peut se faire dès l'âge de neuf ans. Il y est inscrit les trois derniers trimestres de l'année scolaire 1578/79, et il y reste aussi sans doute l'année suivante.
Deux ans plus tard, en 1581, il entre au Corpus Christi College de l'université de Cambridge grâce à l'une des trois bourses créées par l'archevêque Matthew Parker. L'obtention de cette bourse contredit l'impression défavorable laissée par son entrée tardive à la King's School, et si son montant ne lui permet pas le train de vie des fils de famille qui vivent aux frais de leurs parents, elle lui évite l'existence misérable des sizars, qui doivent se faire domestiques pour subsister. Il reçoit 1 shilling par semaine de présence réelle à l'université, et les comptes de l'université permettent ainsi de connaître son assiduité, qui n'était pas fameuse (présence de 15 à 19 semaines par an), mais qui correspond à celle des autres boursiers.
Nul ne sait où il passe ses périodes d'absence de l'université ; les chercheurs en sont réduits aux conjectures pour imaginer comment il subvient alors à ses besoins. Certains pensent qu'il se met au service du gouvernement de la reine ou de quelque grand personnage. Il obtient le diplôme de Bachelor of Arts à Pâques 1584, 199e sur 231, et son diplôme final de Master of Arts le 31 mars 1587 avec un rang meilleur, pour lequel intervient le Conseil Privé de la reine.

### Suspicions d'espionnage
En 1587, l'université dont il suit les cours — le Corpus Christi College de Cambridge — hésite à lui accorder son diplôme de Master of Arts à cause d'une rumeur selon laquelle il se serait converti au catholicisme romain, et aurait essayé de s'inscrire au lycée anglais de Reims, pour y suivre des études de théologie en vue de devenir prêtre. Il faut que le Conseil privé de la reine intervienne en sa faveur, pour que ce diplôme lui soit finalement remis en même temps qu'aux autres étudiants, lors de la cérémonie solennelle d'investiture du Commencement Day de juillet 1587. Le Conseil privé est alors la plus haute institution du royaume, sorte de ministère responsable, non devant le Parlement, mais seulement devant la reine. Cette intervention se traduit par une note du Conseil privé, écrite par les « Seigneuries » le composant, adressée à la direction de l'université et datée du 29 juin 1587, que Leslie Hotson (en) a retrouvée dans les archives du Public Records Office — Acts of Privy Council. Cette note dit ceci : 
« Attendu qu'on a rapporté que Christopher Morley s'était résolu à traverser les mers pour se rendre à Reims et y demeurer, Leurs Seigneuries ont jugé bon de certifier qu'il n'avait jamais eu une telle intention, et qu'il avait toujours agi par ordre et discrètement, rendant ainsi bon service à sa Majesté, et méritant d'être récompensé pour sa conduite loyale. Leurs Seigneuries demandent que cette rumeur soit dissipée par tous les moyens possibles, et qu'il soit confirmé dans le grade qu'il doit recevoir au prochain Commencement Day. En effet, il n'est point du plaisir de sa Majesté que quiconque employé, tel qu'il l'a été, dans des domaines touchant les intérêts du pays, soit calomnié par ceux qui ne connaissent rien du type d'affaires qu'il a traitées. »
Ce document a provoqué d'autant plus de spéculations, qu'on ignore toujours ce qu'il a réellement fait et où il s'est rendu. Fernand Danchin évoque soit l'accompagnement comme secrétaire d'un haut personnage, soit le port d'un message important, soit son appartenance au réseau d'espionnage de Sir Francis Walsingham, « maître-espion » d'Élisabeth Ire, ou du Conseil privé, favorable à la paix et antagoniste des plans de Walsingham. Vu le jeune âge de Marlowe à cette époque, Danchin privilégie dans ses hypothèses plutôt un rôle mineur, tout en reconnaissant son ignorance. De même, il propose comme hypothèse de lieu un voyage en France, d'où Marlowe aurait recueilli de la documentation sur la Saint-Barthélemy, qui lui aurait permis d'écrire ensuite son Massacre à Paris (1593), ou bien en Espagne, comme laisseraient supposer les bribes d'espagnol de son Juif de Malte (1589). Le fait concret et important, qui demeure inexpliqué, est qu'un fils de cordonnier de Canterbury a trouvé moyen, à 23 ans, d'intéresser à son sort la plus haute institution du royaume.
L'écrivain Charles Nicholl avance l'hypothèse selon laquelle Marlowe aurait été recruté alors qu'il était à Cambridge. Les registres de l'époque indiquent effectivement que Marlowe avait à son actif plusieurs séries d'absences de l'université durant des périodes étonnamment longues — davantage que ce que le règlement de l'université permettait — à partir de l'année académique 1584-1585. Les registres du restaurant scolaire de l'école indiquent qu'il commençait à dépenser des sommes considérables en nourriture et en boisson — plus que les dispositions financières de sa bourse n'autorisaient.
Charles Nicholl, entre autres, émet l'hypothèse selon laquelle Marlowe aurait en fait été le véritable Morley, tuteur d'Arbella Stuart en 1589. Si tel était effectivement le cas, cet élément tendrait à prouver qu'il était effectivement un espion, puisque Arbella, nièce de Marie reine d'Écosse, cousine de Jacques VI d'Écosse, plus tard Jacques Ier d'Angleterre, était à l'époque un candidat prééminent à la succession au trône d'Élisabeth

### Carrière de dramaturge
Son Master of Arts en poche, il se rend à Londres, où il intègre la troupe de l'Amiral, pour laquelle il écrit la plupart de ses pièces. Il bénéficie de la protection et de l'amitié de Thomas Walsingham, fils ou cousin de Francis Walsingham, et de sir Walter Raleigh, et il fréquente avec panache le milieu brillant des poètes élisabéthains de Londres. Il est accusé, non sans raison, de tenir des propos athées ; il n'est pas condamné pour professer l'athéisme, quoique sa comparution devant le Conseil privé en mai 1593 soit peut-être en rapport avec cette accusation.

### Arrestations
À côté de sa carrière de dramaturge, Marlowe mène une existence mystérieuse, turbulente et parfois violente. Le 18 septembre 1589, il s'engage dans une rixe avec un certain Bradley dans Hog Lane, à l'extérieur de la Cité. Thomas Watson, un autre poète protégé aussi par Thomas Walsingham comme Marlowe, arrive à ce moment, et, en tentant de s'interposer entre les deux adversaires, Watson tue Bradley d'un coup d'épée. Les deux hommes sont arrêtés et incarcérés à la prison de Clerkenwell. Marlowe est libéré le 1er octobre contre une caution de 40 livres, somme très importante à l'époque, payée par Richard Kytchine et Humphrey Rowland. Marlowe est acquitté le 3 décembre, Watson, quant à lui, obtient le pardon, étant considéré en état de légitime défense. Cet épisode montre le caractère emporté de Marlowe et semble une répétition de la scène de sa mort.
En 1592, Marlowe est arrêté dans la ville flamande de Vlissienge (Flessingue) pour « tentative de contrefaçon d'argent et utilisation de procédés destinés à aider des catholiques séditieux ». Il est condamné à une amende, aucune peine d'emprisonnement n'est retenue. Cette arrestation tend à nouveau à conforter la théorie de son rôle d'espion : en cherchant à offrir cette fausse monnaie à la cause catholique, il est probable qu'il tentait d'infiltrer les proches du comploteur catholique William Stanley.

### Vie privée
Pour Anthony Burgess (qui lui a consacré une thèse) et d'autre critiques, il ne saurait y avoir de doute quant à l'homosexualité (mot inexistant à l'époque) de Marlowe : le dramaturge a vécu avec plusieurs hommes (Thomas Bradley, Richard Baines, Thomas Kyd et Thomas Walsingham), ne s'est jamais marié et aurait affirmé que « celui qui n'aime ni le tabac ni les garçons rate quelque chose ». Si la chose avait effectivement été avérée, Marlowe eût pu tomber sous le coup de la loi de 1533 sur la Bougrerie.

### Mort
Le 12 mai 1593, la police perquisitionne au domicile de Thomas Kyd, un dramaturge, auteur notamment de La Tragédie espagnole, et y découvre le fragment d'un essai contre la Trinité, ce qui rend celui-ci coupable d'hérésie, considérée alors comme un crime. Kyd est soumis à la question sous la forme du supplice du chevalet, et il finit par avouer que ces papiers appartiennent à Marlowe, et qu'ils se sont mêlés par erreur aux siens à l'époque où ils partageaient la même chambre. Il charge Marlowe, disant qu'il est irréligieux, athée, violent, cruel, qu'il aime à proférer des blasphèmes sur Marie, sur le Christ et saint Jean. Le Conseil privé lance contre Marlowe un mandat d'amener le 18 mai, et le 20 mai Marlowe se présente au Conseil. Après l'avoir entendu, le Conseil ne juge pas utile de l'emprisonner ; il lui demande simplement de se tenir à sa disposition tous les jours. Nul ne sait si ce sont les déclarations de Marlowe qui ont paru satisfaisantes au Conseil, ou si ce sont les anciens services rendus qui le font bénéficier d'un régime bien plus doux que celui subi par Kyd.
Dix jours plus tard, le 30 mai 1593, Marlowe n'a pas suivi les recommandations du Conseil privé de se tenir à sa disposition, puisqu'il se trouve à Deptford, petite agglomération située alors en dehors de Londres, accompagné de trois autres personnes : Ingram Frizer, Nicholas Skeres et Robert Poley. Les historiens proposent plusieurs hypothèses expliquant son départ de Londres. Soit Marlowe est sur le point de s'enfuir, par exemple pour l'Écosse — Deptford est un port — pour échapper à l'enquête du Conseil privé. Soit il agit dans le cadre d'une nouvelle mission d'espionnage ordonnée par le Conseil, au moins une des trois personnes, Robert Poley, étant un espion avéré. Soit enfin, il s'agit d'une mise en scène pour éliminer Marlowe, qui pourrait compromettre de hauts personnages s'il était soumis à la question comme Kyd.
Le soir de ce jour, le coroner, William Danby, appelé pour un homicide, recueille le récit suivant fait par les trois compagnons de Marlowe, seuls témoins du drame. À 10 heures du matin, ils se trouvent chez la veuve Eleanor Bull qui tient une auberge. Ils y déjeunent, puis se promènent tranquillement dans le jardin de la maison jusqu'à 18 heures. Ils rentrent alors pour dîner, et après le repas, Marlowe va s'allonger sur un lit dans la même pièce, tandis que les trois autres personnes restent assises à table, dos à lui, Frizer étant encadré par les deux autres. Une dispute s'engage alors entre Marlowe et Frizer au sujet de la note à payer. Au bout d'un moment, Marlowe se lève, saisit la dague que Frizer porte dans le dos comme il est d'usage alors, et frappe deux fois celui-ci à la tête, lui faisant deux estafilades longues de 5 cm. Frizer, coincé entre ses deux compagnons, ne peut s'enfuir, et il doit, pour sauver sa vie, lutter avec Marlowe. Il lui saisit la main, parvient à retourner l'arme et l'enfonce profondément dans l’œil droit de Marlowe, qui meurt sur le champ.
Ce récit est jugé satisfaisant par le coroner et par le jury, qui considèrent que Frizer n'a pas fui, qu'il n'a pas cherché à se soustraire à la justice, et qu'il a agi en état de légitime défense. Un mois plus tard, le 28 juin, Frizer obtient le pardon de la cour qui agit au nom de la reine. Pendant des siècles, la mort de Marlowe a fait l'objet de spéculations, car les circonstances du drame, rapportées par divers intermédiaires aux motivations différentes, restaient obscures. Ce n'est qu'au début du XXe siècle que l'érudit américain J. Leslie Hotson découvre dans les archives criminelles le rapport du coroner résumé ci-dessus, puis les documents du procès, et enfin, dans d'autres archives, quelques éléments de la vie de Frizer et de Skeres.
Les circonstances de sa mort restent toujours mystérieuses : la version du drame n'est attestée que par les trois seules personnes présentes, qui auraient pu avoir intérêt à cacher la vérité. Ainsi les trois témoins reconnaissent que l'arme du meurtre appartient à Frizer, qui aurait pu tuer Marlowe, avant de maquiller cet acte en une dispute qui a mal tourné en se blessant, de manière volontaire, légèrement à la tête. Holtson a établi qu'Ingram Frizer est un « serviteur » de Thomas Walsingham, serviteur pouvant signifier aussi bien domestique que protégé, tout comme Marlowe était, dans ce sens, serviteur de ce même maître. Chacun de ces trois hommes est qualifié de « gentleman » dans le rapport du coroner, ce qui exclut qu'ils soient domestiques. Skeres est un intime de Frizer et Hotson trouve trace d'affaires assez louches qu'ils mènent tous deux pendant plusieurs années après la mort de Marlowe, avant que Skeres ne soit arrêté « en très dangereuse compagnie » et mis en prison pour six années. Enfin Hotson établit que le dernier personnage, Robert Poley, est un espion à la solde de Francis Walsingham. Poley a notamment été chargé en 1586 de surveiller le complot de Marie Ire d'Écosse.
Hotson conclut que, contrairement à ce qui a souvent été écrit, Marlowe n'était pas accompagné de personnes socialement inférieures à lui et qu'une dispute a fort bien pu éclater, entre égaux, pour une question de partage des frais, tel que cela a été rapporté.

## La légende
Comme pour d'autres écrivains de l'époque, on sait peu de chose à propos de Marlowe. Le peu de sources concrètes dont nous disposons aujourd'hui sont consultables dans les registres judiciaires et autres documents officiels de l'époque. Ce manque de sources sûres n'a cependant pas empêché des écrivains, tant de fiction que de livres à valeur biographique ou historique, de spéculer quant à ses activités et à son caractère. On a souvent décrit Marlowe comme un espion, un bagarreur et un hérétique, mais aussi comme un magicien, duelliste, priseur de tabac, faussaire. Les sources supportant ces affirmations sont très minces, voire inexistantes. Les simples faits de la vie de Marlowe ont d'ailleurs été embellis par de nombreux auteurs, lui faisant prendre la forme d'une sorte de héros des bas-fonds élisabéthains qu'il n'était peut-être pas. Cependant, J.B. Steane remarque qu'il « semble absurde de récuser ces rumeurs et accusations comme faisant purement partie du mythe Marlowe ».

## Œuvres

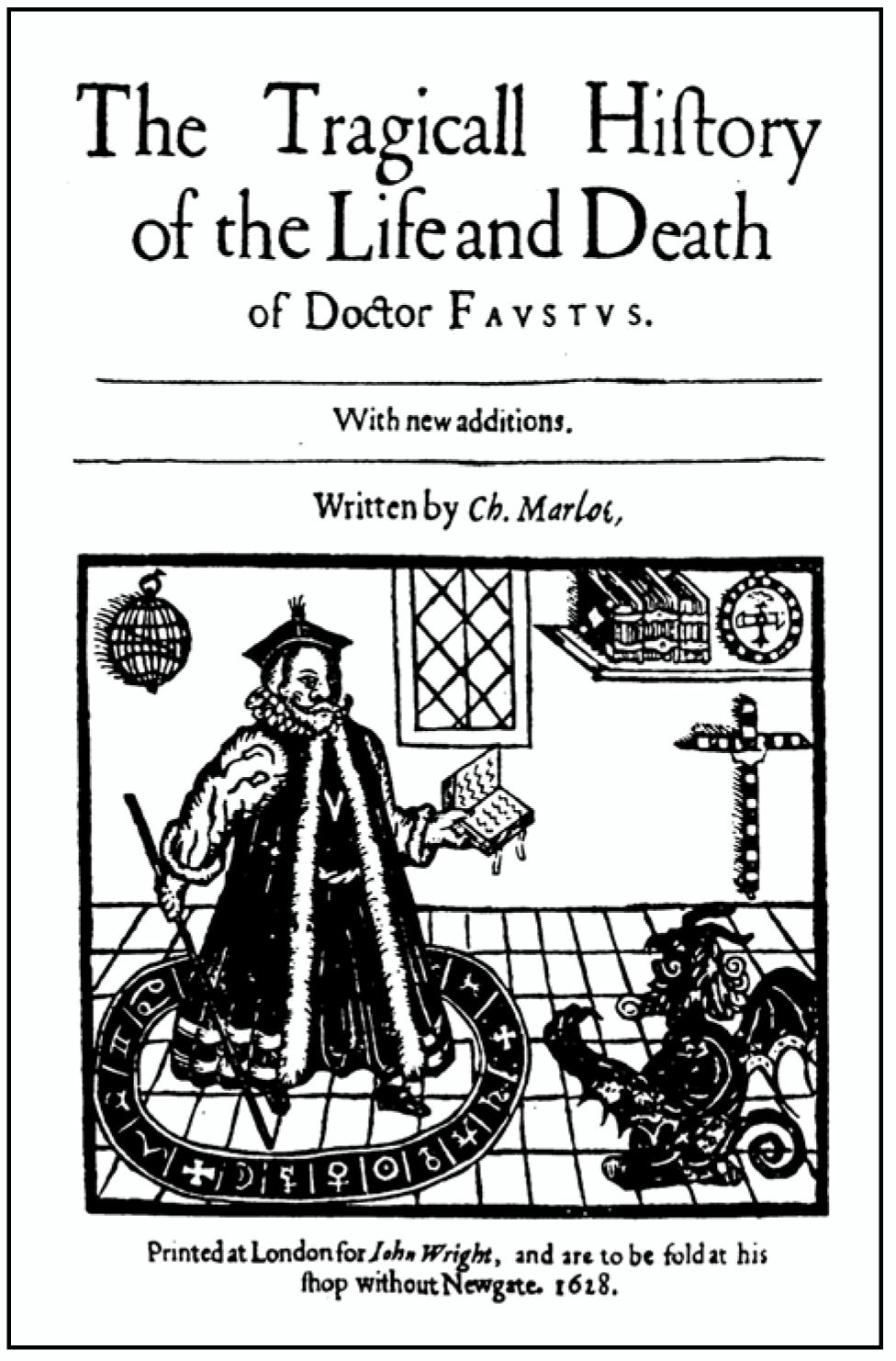
Page de titre de The Tragical History of Life & Death of Doctor Faustus, édition révisée de 1618 (Londres, John Wright).

### Théâtre
- Didon, reine de Carthage (Dido, Queen of Carthage), publiée après sa mort en 1594 est sans doute, chronologiquement parlant, la première pièce de Marlowe, écrite vers 1586 en collaboration avec Thomas Nashe. Elle raconte l'amour de la reine envers Énée, la trahison de celui-ci et le suicide de l'amante délaissée.
- Tamerlan le Grand (Tamerlan le Grand), (1587) qui raconte l'histoire de Tamerlan, est la première pièce de théâtre à poser les bases de la tragédie élisabéthaine par sa versification en pentamètre iambique non rimé et ses thèmes. Joué pour la première fois en 1587, Tamburlaine est un énorme succès, bientôt suivi d'une seconde partie. Sous couvert d'exotisme et d'orientalisme avant la lettre, c'est une pièce anticléricale (le Coran y est brulé sur scène).
- La Tragique Histoire du docteur Faust (The Tragical History of Doctor Faustus) (1589, publiée en 1604) est la première adaptation littéraire de ce qui n'est alors qu'un fait divers et deviendra un mythe universel[30].
- Le Juif de Malte (The Jew of Malta) (1589) raconte la vengeance d'un Juif maltais contre les autorités de la ville. Le héros nommé Barabbas, considère la religion comme « jouet d'enfant », s'épanouit dans l'amour de l'or (« des richesses infinies dans un lieu réduit »). Quand son or est saisi par le gouverneur de Malte, Barabbas ne vit plus que pour la vengeance, allant même jusqu'à détruire sa propre fille pour aller au bout de son obsession. Il tombera finalement dans une cuve d'huile bouillante préparée à l'intention de ses ennemis. Par le biais d'allusions bibliques, Barabbas est présenté dans un style lourdement ironique comme une parodie du fidèle Abraham et du patient Job.
- Édouard II (Edward II) (1592)[note 2] raconte la déposition d'Édouard II qui était homosexuel, par son épouse et ses barons mécontents. L'histoire démontre les flatteries et les hypocrisies de son époque.
- Massacre à Paris (The Massacre at Paris) (1593) relate le massacre de la Saint-Barthélemy.

### Poésie
- The Passionate Shepherd to His Love
- Hero and Leander
- Traduction des Elégies et des Amours d'Ovide.

### Traductions en français
- Christopher Marlowe, Héro et Léandre, traduit de l'anglais et présenté par Claude Dandréa, éd. bilingue, Éditions de la Différence, coll. « Orphée », Paris, 1989.

### Filmographie
- 1998 : The tragical history of Christopher Marlowe, court métrage de Kym Oeser[31].
- 2013 : Only Lovers Left Alive de Jim Jarmusch, où Christopher Marlowe, interprété par John Hurt, est un vampire qui aurait écrit les œuvres de William Shakespeare.
- 2015 : Christopher Marlowe: Death in Deptford, de Danny O'Brien, épisode 1 de la série Medieval Murder Mysteries[32].

## Divers
Aragon lui rend hommage dans une strophe du poème Les Poètes, chanté par Jean Ferrat :
Marlowe, il te faut la taverne

Non pour Faust, mais pour y mourir

Entre les tueurs qui te cernent

De leurs poignards et de leurs rires

À la lueur d'une lanterne...
— Louis Aragon 
- Christopher Marlowe est un personnage secondaire du roman de fantasy historique Peines de mots perdus de Jean-Laurent Del Socorro.[33]